# Florida repülőterei
A National Drug Intelligent Center (Nemzeti Kábítószer Felderítő Központ) statisztikája szerint Florida államnak 131 nyilvános és több mint 700 magánrepülőtere, továbbá számos helikopter-leszálló pályája van.

## Florida hat legnagyobb nemzetközi repülőtere

### Miami Nemzetközi Repülőtér

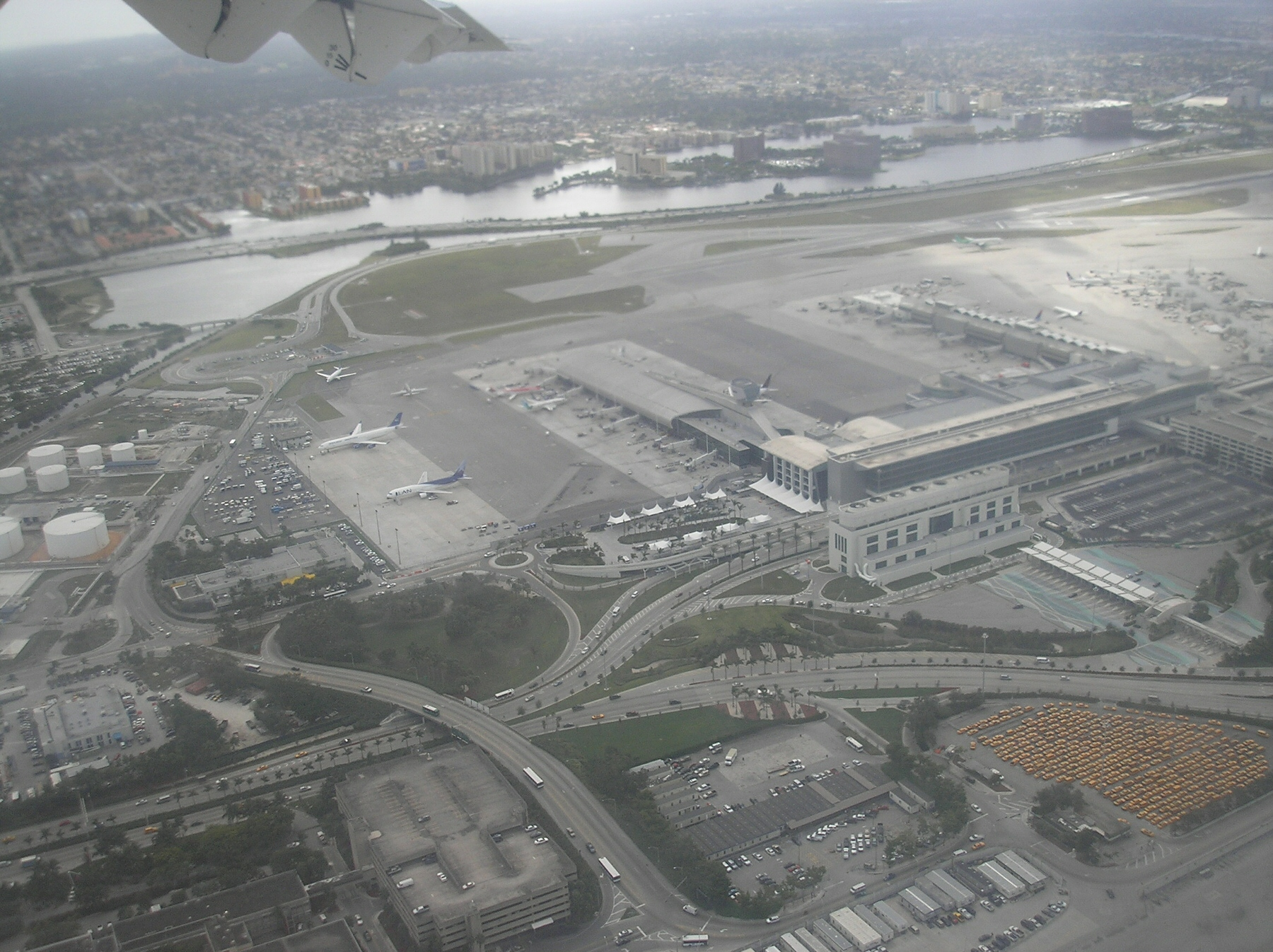
Miami nemzetközi repülőtér

A Miami International Airport (Kod: IATA: MIA, ICAO: KMIA, FAA LID: MIA) egy nyilvános repülőtér, amely 13 km-re fekszik északnyugatra Miami üzleti központjától. Miami-Dade megye, Florida állam és az Egyesült Államok közösen üzemeltetik. Az Egyesült Államok  harmadik legnagyobb repülőtere New York-JFK (New York City) és Los Angeles-i nemzetközi repülőtér (Los Angeles) után.
A repülőtér országon belüli csatlakozásokat biztosít a American Airlines, American Eagle, és a Executive Air utasszállító repülőtársaságok, az UPS és a Federal Express Kereskedelmi légitársaságok, valamint a Miami Air különjáratai számára.
A belföldi járatok mellett a repülőtér közvetlen utasszállító járatokat indít Amerikából Európába, Izraelbe, és kereskedelmi járatokat Ázsiába. Azonban a Fort Lauderdale-Hollywood nemzetközi repülőtér és Palm Beach nemzetközi repülőtér jegyárai jelentősen olcsóbbak. Miami légiforgalmának nagy százaléka Dél-Amerika felé irányul. Európába induló járatait a United Airlines és az Iberia teljesítik.
2007-ben 33 740 416 utas utazott a repülőtéren keresztül.
2007 első 10 hónapjában több utas érkezett vagy indult Miamiból, mint az ország más repülőtereiről.
A repülőtér több mint 1335 hektár területen fekszik, ebbe beleértve négy futópályáját is.(A futópályák hossza: 2621 m, 3202 m, 3962 m, 2851m).
A 2006-os adatok szerint átlagosan napi 1053 gép szállt fel, ennek 77%-a kereskedelmi, 17%-a légitaxi, 6% általános és kevesebb mint 1%-a katonai gép volt.
Három terminálja (North, South és Centrál) van és nyolc csarnoka. A North terminal, ahonnan többnyire az afrikai járatok indulnak, renoválás alatt van.

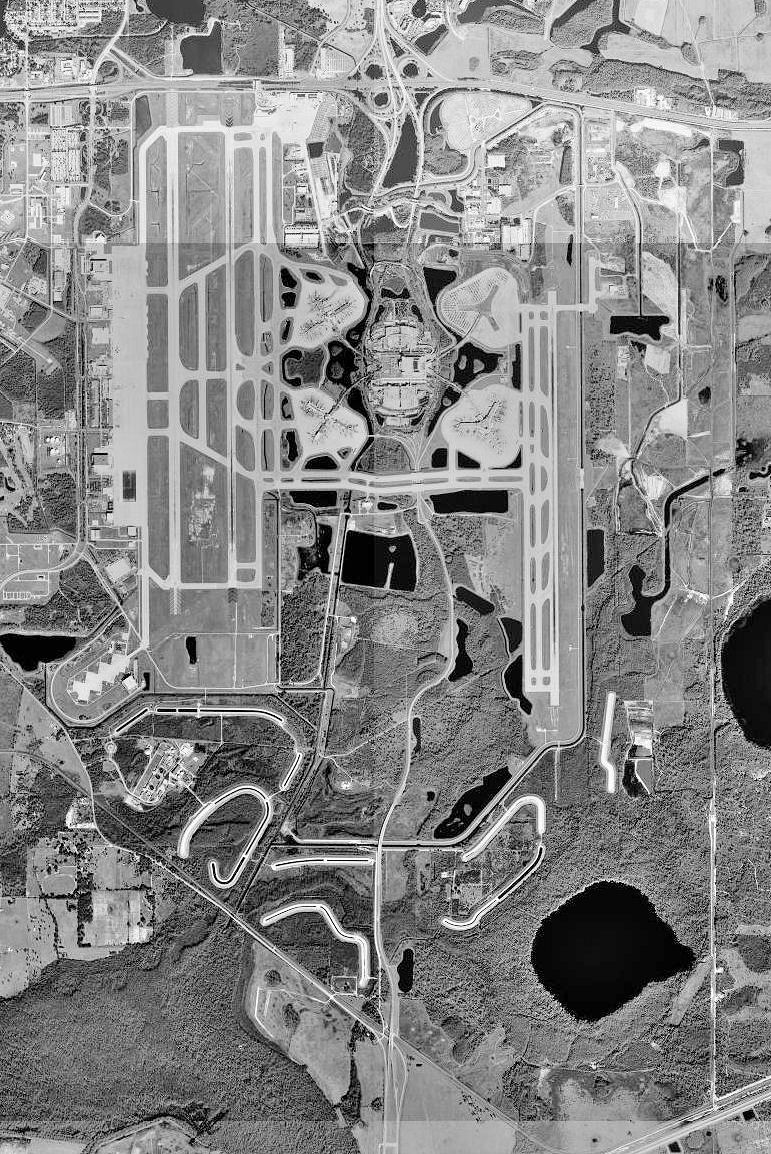
Orlando nemzetközi repülőtér

### Orlando nemzetközi repülőtér
Az Orlando International Airport (Kód: IATA: MCO, ICAO: KMCO, FAA LID: MCO) egy jelentős utas- és kereskedelmi légiforgalmi központ Orlando központjától kb. 10 km-re délkeleti irányában. Többnyire a legforgalmasabb reptér Floridában az utasok számát tekintve.
AirTran Airways, Delta Connection, Chautauqua Airlines, Freedom Airlines, Delta Air Lines, JetBlue Airways, Virgin Atlantic, Lufthansa és a Southwest Airlines gépei szállítják utasaikat. A reptér helyet ad a JetBlue tréninglehetőségeinek is.
2006-ban 34,8 millió utast szállítottak, így az ország 13. legforgalmasabb repülőtere.
Nagy Orlando (Greater Orlando) teruleten van a Orlando Sanford International Airport (SFB) is. Négy futópályája van, melyeknek hossza: 2743m, 3048m, 3659m és 3659 m.
Egyetlenegy röppályája van, de a felszállás és az érkezés helyét külön Terminal A, illetve Terminal B-nek hívják.
A Lufthansa átszállás nélküli utat ajánl az Európába vágyó utazóknak Frankfurti leszállással. A Lufthansa Airbus A330 hetente hatszor száll fel, s Frankfurt biztosít csatlakozást más országokba.

### Fort Lauderdale-Hollywood nemzetközi repülőtér
A Fort Lauderdale-Hollywood International Airport (Kód: IATA: FLL, ICAO: KFLL, FAA LID: FLL) egy nemzetközi kereskedelmi repülőtér 5 km-re Dania-tól délnyugatra és Fort Lauderdale üzleti központjától, Broward megyében.
2007-ben 22 681 903 utasa volt, ebből 2 858 047 nemzetközi utas volt. Jelenleg a 22. legnagyobb repülőtér az Egyesült Államokban /2/.
A repülőtér le- és felszállóhelyet biztosít a AirTran Airways, Allegiant Air, és JetBlue Airways, valamint a Spirit Airlines repülőinek.
Három futópályája van, ezek hosszúsága: 2743 m, 1608 m és 2122 méter.

### Tampa nemzetközi repülőtér

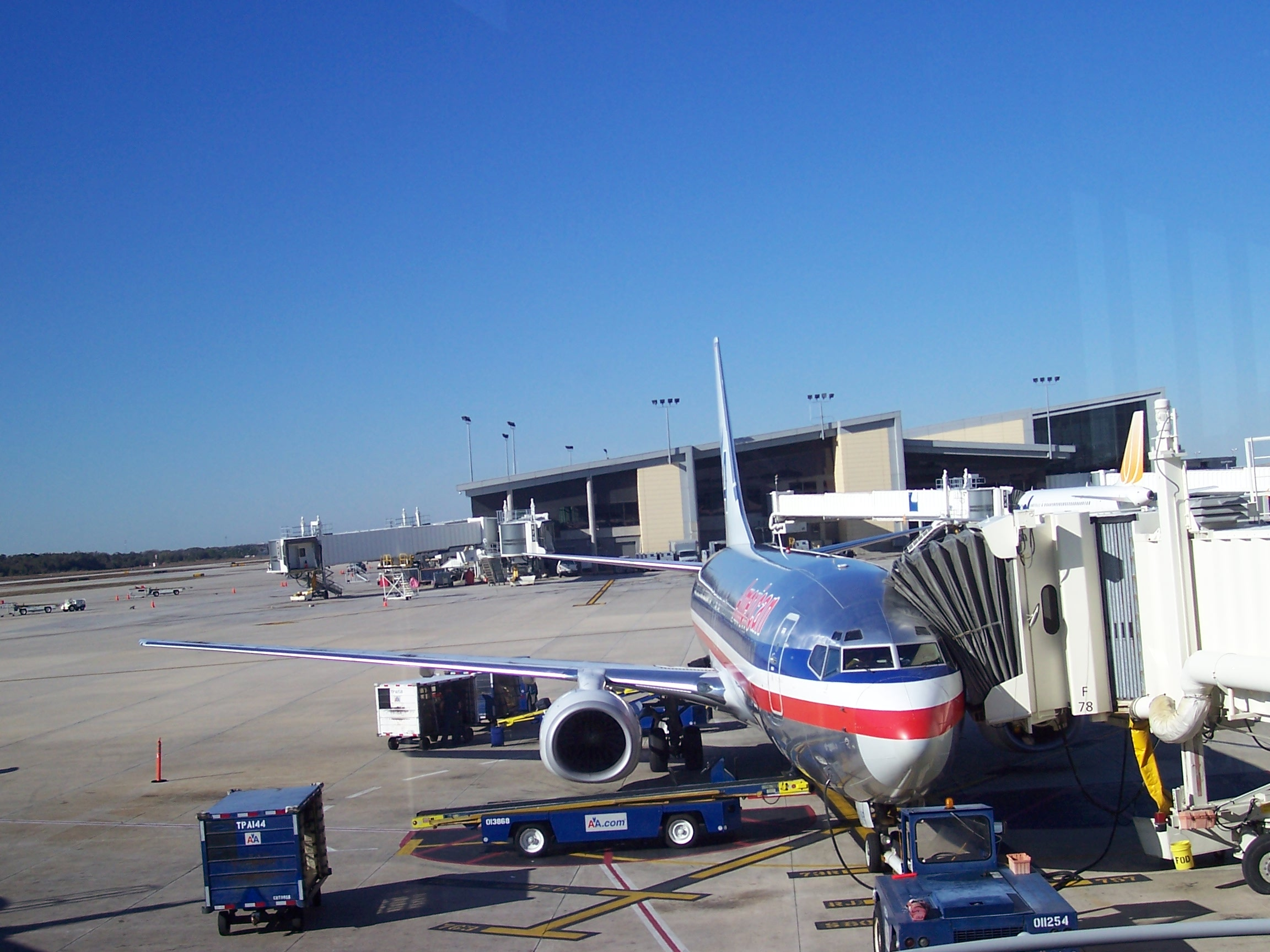
Tampa nemzetközi repülőtér

A Tampa International Airport (Kód: IATA: TPA, ICAO: KTPA, FAA LID: TPA) nyilvános repülőtér, amely Tampa (Hillsborough)  üzleti központjától nyugati irányban 10 km távolságra van. Széles körben nagyra értékelik  egyszerű áttekinthető tervezéséért.
A reptér az AirTran Airways, Continental Airlines, Continental Connection, Gulfstream International, AirlinesFrontier Airlines, JetBlue Airways, Northwest Airlines és Southwest Airlines repülőinek biztosít le és felszállóhelyet. Az utasok 60 kapunál szállhatnak fel a különböző légijáratokra. A központi (Lanside Terminal) épületben kezelik a jegyeket és a csomagokat. Innen minden irányban könnyen elérhetők a légikapuk.
A reptér ingyenes szolgáltatásai közé tartozik az internetelérés, az utasok hangosbemondón való hívása, egy óra ingyenes parkolás, buszjárat a garázs és a reptér között.

### Délnyugat Florida Nemzetközi Repülőtér

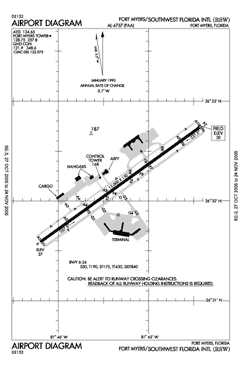
Délnyugat Florida nemzetközi repülőtér

A Southwest Florida International Airport (Kód: IATA: RSW, ICAO: KRSW, FAA LID: RSW) nyilvános repülőtér South Fort Myers-ben (Lee megye).
In 2006-ban 7 643 217 utas ment keresztül a reptéren. Az Egyesült Államok 50. legforgalmasabb repülőtere.
A reptér 13,88 négyzetkilométert foglal el. Két futópályája van; ezek 3658 és 2010 méter hosszúak.
2006-ban a járatok 75%-a kereskedelmi járat, 12%-a légitaxi, 11-a általános avitáció, és 1%-a katonai járat volt.
A repülőtér épülete 243 230 m², ahol minden évben 10 millió utas fordul meg, s 28 légikapun (3 csarnokban) érkezhet, illetve hagyhatja el a teret.
Az Air Canada Gate  (Toronto-Pearson), AirTran Airways (Akron/Canton, Atlanta, Baltimore/Washington, Boston, Buffalo, Chicago-Midway /szezonális/, Detroit, Flint, Indianapolis, Kansas City, Milwaukee /szezonális/, Pittsburgh /szezonális/, Washington-Reagan, White Plains), Frontier Airlines (Denver) /szezonális/ , LTU International (Düsseldorf, München),  Midwest Airlines ( Milwaukee /szezonális/), Spirit Airlines (Atlantic City, Chicago-O'Hare, Detroit), Sun Country Airlines (Minneapolis/St. Paul), Sunwing Airlines (Toronto-Pearson), United Airlines Gate B2 (Chicago-O'Hare) /szezonális/, United Express működteti Shuttle America (Chicago-O'Hare), USA3000 Airlines (Chicago-O'Hare, Cincinnati/Northern Kentucky, Cleveland, Detroit, Newark, Philadelphia, Pittsburgh, St. Louis), WestJet (Toronto-Pearson)repülőgépjeinek biztosít le-és felszállóhelyet.

### Palm Beach nemzetközi repülőtér

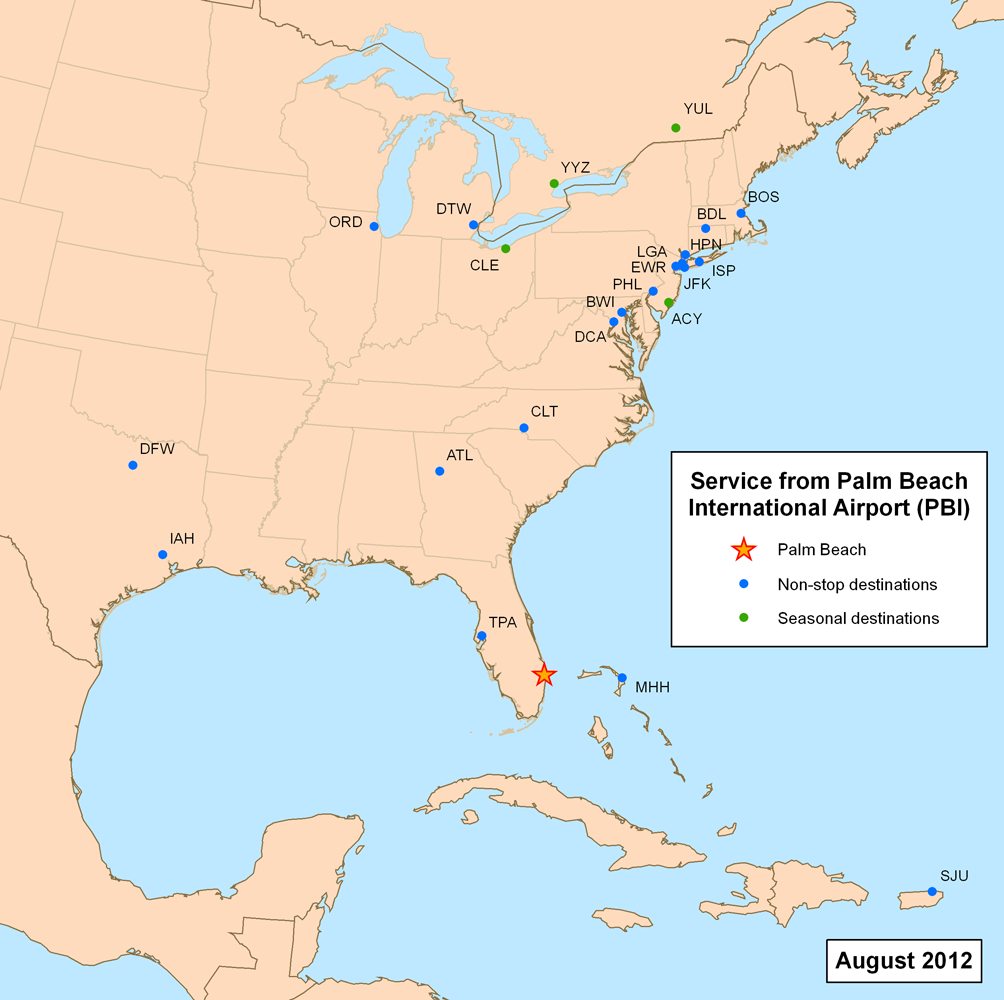
Palm Beach nemzetközi repülőtér

A Palm Beach International Airport (Kód: IATA: PBI, ICAO: KPBI, FAA LID: PBI) nyilvános repülőtér West Palm Beachtól (Palm Beach megye) nyugatra 5 km-re. A repülőteret a Palm Beach County Department of Airports működteti. Közvetlenül elérhető az I-95 gyorsforgalmi útról.
Három futópályája van, ezek 2050, 979 és 2113 méter hosszúak.

## Légitársaságok és útirányok
Continental Airlines, Continental Connection működteti Gulfstream International Airlines (Freeport, Jacksonville, Key West, Marsh Harbour, Nassau, Tallahassee, Tampa, Treasure Cay), Bahamasair (Nassau), Continental Airlines (Cleveland, Houston-Intercontinental, Newark), Continental Express operated by ExpressJet Airlines (Cleveland, Houston-Intercontinental), JetBlue Airways (Boston, New York-JFK, New York-LaGuardia, Newark, Newburgh /szezonális/, White Plains), Northwest Airlines (Detroit), Southwest Airlines (Baltimore/Washington, Long Island/Islip, Philadelphia, Tampa), US Airways (Charlotte, Philadelphia, Washington-Reagan), WestJet (Toronto-Pearson), Air Canada (Toronto-Pearson) /szezonális/, AirTran Airways (Atlanta, Baltimore/Washington /szezonális/, Boston /szezonális/ Chicago-Midway /szezonális/ , Newburgh, White Plains), American Airlines (Chicago-O'Hare /szezonális /, Delta Air Lines (Atlanta, Boston, Hartford/Springfield, New York-LaGuardia), Delta Connection operated by Comair (Cincinnati/Northern Kentucky), Spirit Airlines (Atlantic City, Detroit) /szezonális /, Sun Country Airlines (Minneapolis/St. Paul, New York-JFK) /szezonális/, United Airlines Ted működteti United Airlines (Chicago-O'Hare),  United Express operated by GoJet Airlines (Washington-Dulles).

## Kisebb repülőterek felsorolása
A floridai repülőterek felsorolása tartalmazza a nyilvanos és a katonai reptereket.

### Repülőtér kódja/ repülőtér neve/ város/ weboldal
- AAF - Apalachicola Municipal Airport/Apalachicola (http://www.discoverourtown.com/FL/local-107442.html Archiválva 2008. november 21-i dátummal a Wayback Machine-ben)
- AVO - Avon Park Municipal Airport/Avon Park (http://www.pbase.com/airlinerphotos/image/19952390)
- BOW - Bartow Municipal Airport/ Bartow (http://www.bartow-airport.com/)
- BCT - Boca Raton Airport/Boca Raton (http://www.bocaairport.com/)
- BKV - Hernando County Airport/Brooksville (https://web.archive.org/web/20080415185614/http://www.co.hernando.fl.us/Airport/)
- CDK - George T. Lewis Airport/Cedar Key (http://gc.kls2.com/airport/CDK)
- COI - Merritt Island Airport/Cocoa Beach (https://web.archive.org/web/20111122084058/http://www.flightlevel350.com/aviation_videos.php?airport=COI)
- CEW - Bob Sikes Airport/Crestview (http://www.airnav.com/airport/KCEW)
- CTY - Cross City Airport/Cross City
- DAB - Daytona Beach Int. Airport /Daytona Beach (http://www.volusia.org/airport/)
- DTS - Destin-Ft. Walton Beach Airport/Destin (https://web.archive.org/web/20070422154811/http://www.fallingrain.com/icao/KDTS.html)
- 55J - Fernandina Beach Municipal Airport/Fernandina Beach (https://web.archive.org/web/20080509070540/http://www.net-magic.net/biz-directory/airport.htm)
- MTH - Florida Keys Marathon Airport/Key West (https://web.archive.org/web/20080321124206/http://monroecofl.virtualtownhall.net/Pages/MonroeCoFL_Airport/marathon)
- FLL - Fort Lauderdale-Hollywood Intl. Airport/Fort Lauderdale(  http://www.broward.org/airport/)
- FMY - Fort Myers Page Field/Fort Myers (https://web.archive.org/web/20080720174148/http://flylcpa.com/fmy/facilities/moreairportinfo.php)
- FPR - St Luscie County Intl. Airport/Fort Pierce
- FXE - Ft. Lauderdale Executive/Ft. Lauderdale (https://web.archive.org/web/20080418032021/http://ci.ftlaud.fl.us/FXE/index.htm)
- GNV - Gainesville Regional Airport/Gainesville (http://www.gra-gnv.com/)
- X51 - Homestead General Airport/Homestead
- IMM - Immokalee Airport/Immokalee
- CRG - Jacksonville Craig/Jacksonville
- JAX - Jacksonville Intl. Airport/Jacksonville/ (https://web.archive.org/web/20080415095948/http://www.jaa.aero/AirSys/Jax.aspx)
- HEG - Jacksoville Herlong/Jacksonville
- EYW - Key West Intl Airport/Key West/ (http://www.keywestinternationalairport.com/)
- ISM - Kissimmee Gateway Airport/Kissimmee (http://www.kissimmeeairport.com/)
- X14 - LaBelle Municipal Airport/LaBelle (https://web.archive.org/web/20080329131040/http://members.aol.com/browne/airport.html)
- X07 - Lake Wales Municipal Airport/Lake Wales (https://web.archive.org/web/20080407024058/http://www.cityoflakewales.com/airport/)
- LAL - Lakeland Linder Regional Airport/Lakeland
- LNA - Palm Beach County Park Airport/Lantana
- LEE - Leesburg Regional Airport/Leesburg
- MRK - Marco Island Airport/Marco Island
- MLB - Melbourne International Airport  /Melbourne (https://web.archive.org/web/20080305062110/http://www.melbourneairport.com.au/index.asp)
- TNT - Dade Collier Training and Transition Airport/Miami
- JDM - Miami Downtown Heliport/Miami
- MIA - Miami Int'L Airport/Miami (lásd jegyzetek)
- TMB - Miami Kendall - Tamiami Airport/Miami ( http://www.miami-airport.com/html/kendall_tamiami.html)
- OPF - Miami Opalocka Airport/ Miami
- APF - Naples Municipal Airport/Naples (http://www.flynaples.com/)
- OCF - Ocala Intl Airport (Jim Taylor Field), Ocala (https://web.archive.org/web/20080405172358/http://www.ocalafl.org/airport.aspx)
- OBE - Okeechobee County Airport/Okeechobee
- ORL - Orlando Executive Airport/Orlando
- MCO - Orlando Int. Airport/Orlando
- SFB - Orlando Sanford Interl Airport/Orlando (http://www.orlandosanfordairport.com/ Archiválva 2003. július 21-i dátummal a Wayback Machine-ben)
- PHK - Palm Beach County Glades/Pahokee
- PFN - Panama City - Bay County Airport/Panama City (https://web.archive.org/web/20051127085718/http://www.pcairport.com/)
- PNS - Pensacola Regional Airport /Pensacola (http://www.flypensacola.com/)
- FPY - Perry Foley Airport/Perry (https://web.archive.org/web/20081007020234/http://www.tcda-fl.org/perry_foley.html)
- PPM - Pompano Beach Airport/Pompano Beach
- PGD - Charlotte County Airport/Punta Gorda
- SRQ - Sarasota Bradenton Int. Airport/Sarasota (http://www.srq-airport.com/)
- SEF - Sebring Regional Airport/Sebring
- RSW - Southwest Florida Int. Airport/Fort Myers (http://www.flylcpa.com/)
- SPG - Albert Whitted Municipal Airport/St. Petersburg
- PIE - St. Petersburg-Clearwater Int. Airport /St. Petersburg (http://www.fly2pie.com/)
- SUA - Witham Field, Martin County Airp./Stuart
- TLH - Tallahassee Regional Airport /Tallahassee (https://web.archive.org/web/20070613102024/http://www.talgov.com/airport/index.cfm)
- TPA - Tampa Int. Airport /Tampa (http://www.tampaairport.com/)
- TPF - Peter O'Knight Airport/Tampa
- TIX - Space Coast Regional Airport/Titusville
- VPS - Oskaloosa Regional Airport/Valparaiso
- EGI - Eglin Duke Field Airport/Valparaiso
- VNC - Venice Municipal Airport/Venice
- VRB - Vero Beach Municipal Airport/Vero Beach
- PBI - West Palm Beach Intl. Airport/West Palm Beach (http://www.pbia.org/)
- GIF - Winter Haven Airport/Winter Haven
- ZPH - Zephyrhills Municipal Airport/Zephyrhills

### Kormány és katonai repülőterek
- AGR - MacDill Air Force Base Auxiliary Field, Avon Park
- COF - Patrick AFB, Cocoa beach (http://www.patrick.af.mil/)
- XMR - Cape Canaveral Air Force Station Skid Strip, Cocoa Beach (https://web.archive.org/web/20070810094534/http://www.aero.org/corporation/locations/capecanaveral.html)
- NKL - NOLF Holley, Fort Walton Beach
- NUN - Saufley Field NOLF/Pensacola
- HST - Homestead Air Force Base/Homestead (http://www.homestead.afrc.af.mil/
- NZC - Jacksonville Cecil Field/Jacksonville (http://www.globalsecurity.org/military/facility/cecil-field.htm)
- NIP - NAS Towers Field/Jacksonville
- NEN - NOLF Whitehouse/Jacksonville (http://www.globalsecurity.org/military/library/policy/navy/ntsp/index.html)
- NPA - Pensacola NAS - Forrest Sherman Field/Pensacola (https://web.archive.org/web/20160307063105/http://www.airshowscalendar.com/event_detail.cfm?i=7&e=2836&m=11&y=2007&s=&p=)
- NQX - NAS Boca Chica Field/Key West (http://www.globalsecurity.org/military/facility/key_west.htm)
- HRT - Hurlburt Field, Mary Esther
- NDZ - Milton - Whiting Field NAS South/
- NSE - Whiting Field NAS North/Milton
- NFJ - Choctaw NOLF/Milton
- MCF - Mac Dill Air Force Base/Tampa (http://www.macdillafb.com/)
- PAM - Tyndall AFB/Panama City (http://www.tyndall.af.mil/)
- NVI - Pace Field NOLF/Wallace

### Magán repülőterek
- FA36 - White Farms/Chiiefland
- 06FA - William P. Gwinn Airport/Jupiter
- 07FA - Ocean Reef Club Airport, Key Largo (http://www.airnav.com/airport/07FA)
- FA40 - Hidden Lake Airport, Hidden lake Estates/New Port Richey
- 17FL - Greystone Airport, Jumbolair Avitation Estates/Ocala/Anthony
- 75FL - Sand Creek Airpark, Panama City
- 2FA7 - Kathrinastadt Airport, Hastings
- FD40 - Gardner Airport/Gardner
- 7FL6 - Spruce Creek Fly-In/Port Orange

Megjegyzés: A vastagon szedett nevek kereskedelmi repülőterek.

## Külső hivatkozások
- ((http://www.wikimapia.org)
- Miami International Airport
- Miami International AirportPDF (501 KiB) brochure from CFASPP (September 2007) (https://web.archive.org/web/20070930201507/http://www.cfaspp.com/airports.asp)
- Miami International Airport at WikiMapia (http://wikimapia.org/#y=25.7933&x=-80.2906&z=14&l=0&m=h&v=2)
- FAA Airport Diagram(PDF), effective 13 March 2008 (http://naco.faa.gov/d-tpp/0803/00257AD.PDF%5B%5D)
- Orlando Airports (https://web.archive.org/web/20080325080120/http://www.orlandoairports.net/)
- Orlando Airport MCO Information (https://web.archive.org/web/20080704172337/http://www.orlandowelcomecenter.com/orlando-airport-mco.htm)
- History of MCO's Terminals (https://web.archive.org/web/20070725223354/http://www.geocities.com/golldiecat/mco)
- Orlando Airport Shuttles (https://web.archive.org/web/20090728064422/http://geocities.com/lincolnlimos/)
- Orlando Airport Shuttles (https://web.archive.org/web/20080506025047/http://www.shuttlesinorlando.com/)
- Orlando Airport transportation (https://web.archive.org/web/20111004161222/http://www.orlandoviptransportation.com/)
- Orlando Airport to Port Canaveral (http://www.orlando-airport-shuttles.com/ Archiválva 2008. április 2-i dátummal a Wayback Machine-ben)
- Orlando Airport to Port Canaveral (https://web.archive.org/web/20111004161222/http://www.orlandoviptransportation.com/)
- Orlando International Airport at WikiMapia (http://wikimapia.org/#y=28.429394&x=-81.308993&z=13&l=0&m=h&v=2)
- FAA Airport Diagram(PDF), effective 13 March 2008 http://naco.faa.gov/d-tpp/0803/00571AD.PDF%5B%5D)
- Fort Lauderdale-Hollywood International Airport (http://www.broward.org/airport/)
- Fort Lauderdale / Hollywood International AirportPDF (759 KiB) brochure from CFASPP (April 2007) (http://www.cfaspp.com/FASP/AirportPDFs/ft_lauderdale_hollywood_intl_%28april2007%29.pdf)
- Fort Lauderdale-Hollywood International Airport at WikiMapia (http://wikimapia.org/#y=26.0725&x=-80.1527&z=14&l=0&m=h&v=2)
- FAA Airport Diagram(PDF), effective 13 March 2008
- Tampa International Airport (http://www.tampaairport.com/)
- Juan's Tampa International Airport Fan-Page (https://web.archive.org/web/20071223013752/http://www.geocities.com/anastasia757/)
- Tampa Airport Pictures (http://www.tampaairportpictures.com/ Archiválva 2008. március 15-i dátummal a Wayback Machine-ben)
- FAA Airport Diagram(PDF), effective 13 March 2008 (http://naco.faa.gov/d-tpp/0803/00416AD.PDF%5B%5D)
- Southwest Florida International Airport (http://www.flylcpa.com/)
- Lee County Port Authority (https://web.archive.org/web/20070927042719/http://www.flylcpa.com/rsw/meetings/boardmeetings.php)
- Page Field (http://www.flylcpa.com/fmy/index.php)
- Southwest Florida International AirportPDF (361 KiB) brochure from CFASPP (October 2007) (https://web.archive.org/web/20070930201507/http://www.cfaspp.com/airports.asp)
- Southwest Florida International Airport http://wikimapia.org/#y=26.5362&x=-81.7552&z=13&l=0&m=h&v=2)
- FAA Airport Diagram(PDF), effective 13 March 2008 (http://naco.faa.gov/d-tpp/0803/06757AD.PDF%5B%5D)
- Palm Beach International Airport (http://www.pbia.org/)
- Terminal Map with airlines (https://web.archive.org/web/20060509100421/http://www.pbia.org/images/ConcourseMap_Large.gif)
- Palm Beach International Airport 1966-1988 (https://web.archive.org/web/20071224181236/http://www.geocities.com/golldiecat/pbi.html)
- Lists of airports in Florida:
  - AirNav
  - Aircraft Charter World Archiválva 2008. szeptember 7-i dátummal a Wayback Machine-ben
  - The Airport Guide
  - World Aero Data
  - PilotOutlook